# Гарцбургский фронт

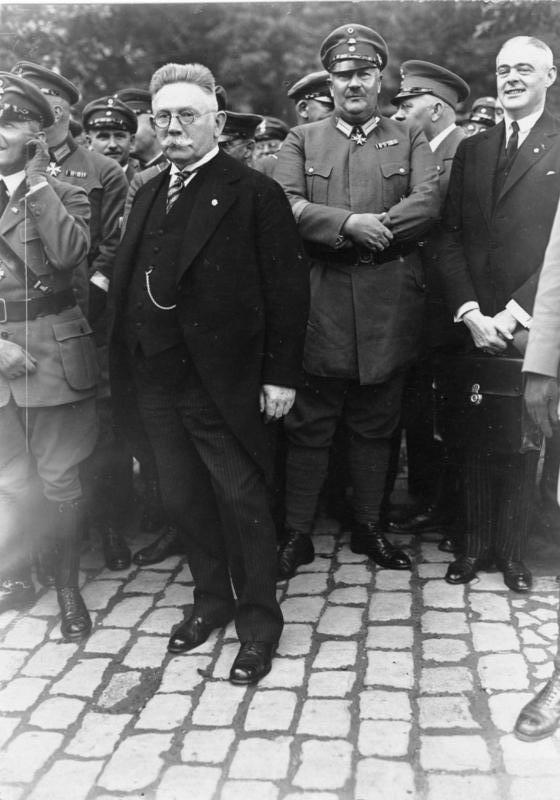
Бад-Гарцбург, 11 октября 1931 года. На первом плане — Альфред Гугенберг

Гарцбургский фронт (нем. Harzburger Front) — политический блок германских правых, националистов и национал-социалистов в начале 1930-х годов. Был направлен против правительства Генриха Брюнинга, социал-демократической и коммунистической партий. Название происходит от города Бад-Гарцбург, где 11 октября 1931 года состоялась встреча участников. Блок просуществовал недолго из-за нежелания НСДАП занимать в коалиции подчинённое или даже равное положение. Однако политический эффект сказался к концу 1932 года и в итоге привёл к назначению Адольфа Гитлера рейхсканцлером.

## Контекст
На фоне мирового экономического кризиса, крайне болезненно поразившего Германию, усиливалось недовольство правых сил политической системой Веймарской республики. Парламентская демократия, в которой важнейшую роль играла марксистская Социал-демократическая партия, представлялась неспособной преодолеть кризис и предотвратить установление коммунистического режима, подобного большевизму. Правые националисты, консолидированные прежде всего в Немецкой национальной народной партии и боевой организации германских консерваторов Стальной шлем, делали ставку на альянс с НСДАП. Предполагалось, что политическое влияние и финансовые ресурсы националистов дадут эффект в соединении с массовостью и динамизмом нацистов.

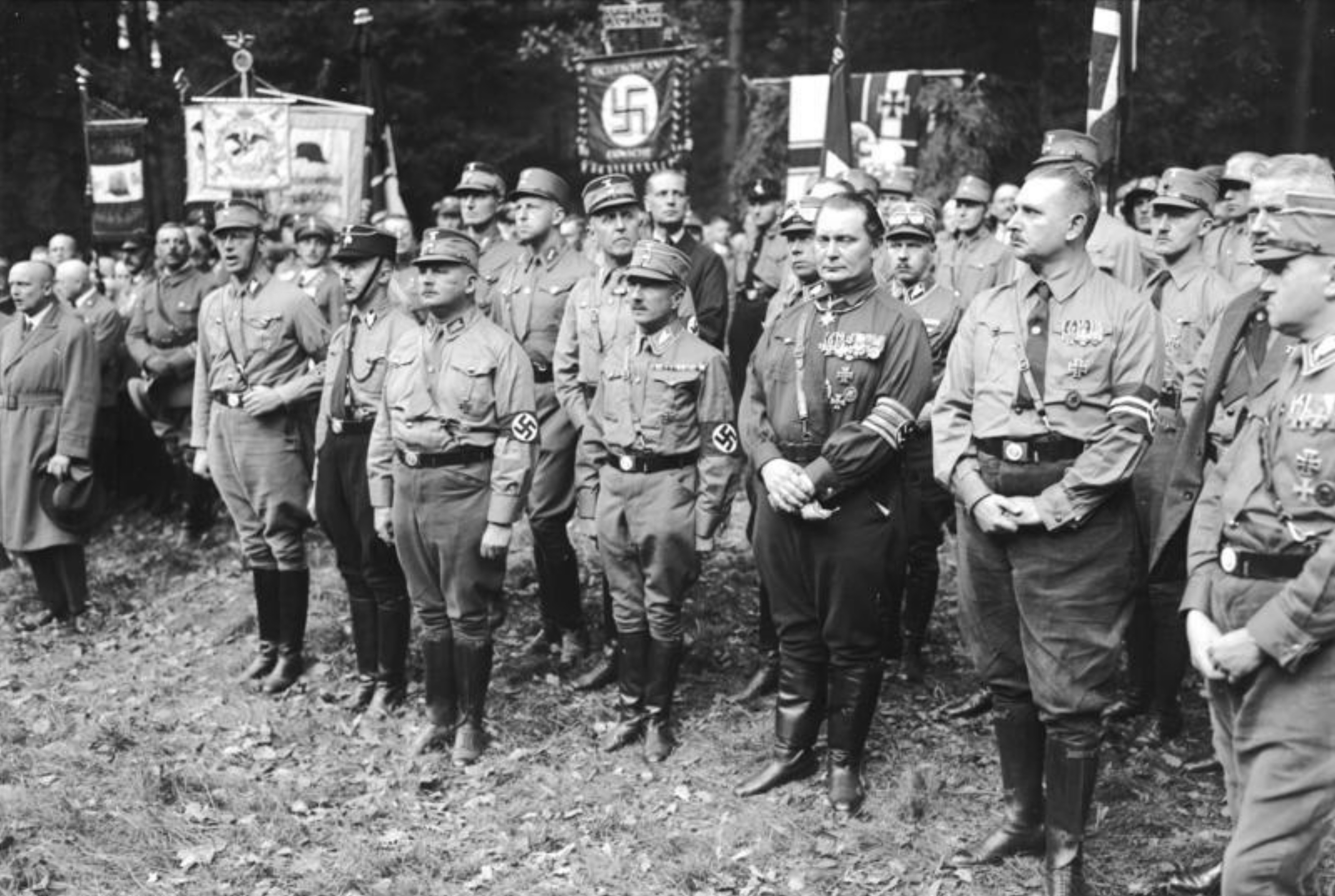
Делегация НСДАП в Бад-Гарцбурге, 11 октября 1931. В первом ряду — Генрих Гиммлер, Эрнст Рем, Герман Геринг

## Инициатива
Инициатором Гарцбургского фронта выступил лидер Немецкой национальной народной партии, консервативный медиамагнат Альфред Гугенберг. Местом учредительной встречи был избран курортный город Бад-Гарцбург, расположенный в регионе Брауншвейг, где в правительстве участвовала НСДАП. В запланированную коалицию должны были войти
- Немецкая национальная народная партия;
- Национал-социалистическая немецкая рабочая партия;
- «Стальной шлем»;
- Пангерманский союз;
- представители рейхсвера, монархической аристократии, промышленных, финансовых и землевладельческих кругов.

## Конференция

### Участники
Встреча в Бад-Гарцбурге состоялась 11 октября 1931 года. В ней приняли участие 76 политиков, военных, чиновников и предпринимателей. Наиболее крупными политическими фигурами являлись
От Немецкой национальной народной партии
- Альфред Гугенберг;
- Эдуард Штадтлер;
- Герберт фон Бозе, начальник партийной спецслужбы;
- Карл Эшенбург, глава правительства Мекленбург-Шверина;
- Франц Гюртнер;
- Ханс Бернд Гизевиус.

От нацистской партии
- Адольф Гитлер;
- Рудольф Гесс;
- Герман Геринг;
- Генрих Гиммлер;
- Вильгельм Фрик;
- Йозеф Геббельс;
- Эрнст Рем;
- Грегор Штрассер;
- Карл Леон Мулин-Эккарт, начальник разведки СА;
- Дитрих Клаггес, министр внутренних дел Брауншвейга;
- Август Вильгельм Прусский (1887—1949);
- Вернер Бест;
- Бернгард Руст;
- Карл фон Эберштайн.

От Стального шлема
- Франц Зельдте;
- Зигфрид Вагнер, канцлер организации;
- Теодор Дюстерберг, организатор военизированных формирований;
- Эйтель Фридрих Прусский;
- Карл Эдуард (герцог Саксен-Кобург-Готский).

От Пангерманского союза
- Генрих Класс, председатель Союза;
- Отто цу Зальм-Хорстмар, лидер дворянско-землевладельческих объединений.

От военной аристократии
- Ханс фон Сект;
- Карл фон Эйнем;
- Оскар фон Гутьер;
- Рюдигер фон дер Гольц.

От промышленной, финансовой и аграрной элиты
- Ялмар Шахт;
- Макс Шленкер, управляющий Рейнско-Вестфальского промышленного объединения Langnam;
- Эрнст Бранди, председатель Объединения горнозаводской промышленности;
- Рудольф Блом, совладелец гамбургской судостроительной компании Blohm & Voss;
- Эберхард фон Калькрейт, землевладелец, председатель аграрного союза Reichslandbund;
- Вильгельм Регенданц, финансист, председатель совета директоров Amstelbank.

От крайне правой гуманитарной интеллигенции
- Эдгар Юнг младоконсервативный философ и публицист;
- Мартин Шпан, идеолог католического консерватизма.

### Эффект
В наибольшем количестве на встрече в Бад-Гарцбурге оказалась представлена НСДАП. Делегация нацистов включала практически всю партийную верхушку и ряд командиров СА. Совещание оказалось своеобразным политическим триумфом Гитлера — его партия, ещё недавно третьестепенная, признавалась политическим партнёром респектабельных националистов, крупного капитала и военной аристократии.
Углубление экономического и социально-политического кризиса привело к тому, что допуск к власти НСДАП и её фюрера стал рассматриваться как возможный вариант восстановления государственной управляемости.

До тех пор не наступит улучшение, пока, наконец, не придёт парень, который с беспощадной энергией проведёт то, что будет признано необходимым.

Эрнст Бранди

На совещании отмечались принципиальные совпадения позиций — особенно в части неприятия кабинета Генриха Брюнинга, отвержения демократических норм и враждебности к марксистским партиям. Было выдвинуто общее требование отставки Брюнинга и перевыборов рейхстага. Проведены демонстративные марши правых силовых структур — СА и «Стального шлема». Под влиянием встречи в начале декабря было создано Общество по изучению фашизма.

## Последствия
Несмотря на успешное начало, Гитлера не устраивало отношение к нему как к младшему партнёру консерваторов, генералов и магнатов. Он посчитал нужным продемонстрировать силу и самостоятельность. Гитлер не дождался конца торжественной части: он покинул трибуну сразу после прохождения колонн СА.
НСДАП продолжала дистанцироваться от других правых партий и даже подчёркивала принципиальную позицию невступления в коалиции. Неделю спустя в городе Брауншвейг было проведено самостоятельное мероприятие НСДАП. Около 100 тысяч нацистов, свезённых со всей Германии, прошли демонстративным маршем. Произошли столкновения, несколько человек погибли. Гитлер ещё раз обозначил агрессивно-наступательную позицию. Нацистское руководство приняло решение выждать, пока консерваторы не предложат НСДАП более выгодные условия сотрудничества. Прежде того Гитлер и его окружения не шли на уступки, что отразилось, в частности, в электоральном цикле 1932 года — ни на парламентских, ни на президентских выборах нацисты не координировались, но скорее конкурировали с немецкими националистами и «Стальным шлемом».
Создание Гарцбургского фронта было с тревогой воспринято республиканскими и левыми силами. 16 ноября 1931 года фракции СДПГ, КПГ и либеральной Народной партии отклонили в рейхстаге вотум недоверия правительству Брюнинга. Месяц спустя СДПГ, социал-демократические профсоюзы и Рейхсбаннер учредили Железный фронт для силового противостояния всем врагам демократической республики — нацистам, монархистам и коммунистам.
Развитие событий в осени 1931 по осень 1932 года оправдало самые тревожные ожидания. На фоне разрушительного кризиса и стремительного разложения государственной верхушки резко возросла электоральная поддержка НСДАП (особенно на парламентских выборах июля 1932 года). К концу 1932 года элитные группы уже соглашались предоставить Гитлеру первую позицию в правительстве. Таким образом, политический эффект Гарцбургского фронта сказался год спустя.

## Непредвиденность
Гарцбургский фронт обычно рассматривается как антидемократический блок сторонников диктатуры. Но он приводится также как пример политической близорукости консервативной элиты, пошедшей на опасный союз с тоталитарным движением.
После прихода НСДАП к власти консервативные структуры были либо распущены, либо подвергнуты унификационному Гляйхшальтунгу и встроены в нацистскую систему единой тотальной власти. Деятели, которые не проявляли полной лояльности, политически нуллифицировались, а в ряде случаев подвергались репрессиям. К примеру, Герберт фон Бозе и Эдгар Юнг были убиты в Ночь длинных ножей, Ялмар Шахт и Зигфрид Вагнер после Заговора 20 июля 1944 попали в концлагеря, Вильгельм Регенданц и Ханс Бернд Гизевиус в разное время бежали из страны.